# Friedrich Fehrmann (Jurist)
Friedrich Fehrmann (* 18. April 1886 in Menden; † 9. Oktober 1965 in Münster) war ein deutscher Jurist und leitender Staatsverwaltungsbeamter.

## Leben
Fehrmann wurde als Sohn des Chemikers Albert Fehrmann („Das Ammoniak-Wasser und seine Verarbeitung“) und seiner Frau Antoinette, geb. Bering, geboren. Seine Kindheit und Jugend verbrachte er mit der sehr früh verwitweten Mutter in Berlin-Friedenau, Kiel und Münster. In Münster war er Schüler am Gymnasium Paulinum, wo er als Geiger im Schulorchester spielte und Mitglied in der Schülervereinigung Euphonia Paulina war. Als Ministrant diente er bei den Schülermessen in der Gymnasialkirche St. Petri. Die Abiturientia Paulina 1905 wählte sich die Farben Schwarz-Silber-Rot, als Kopfbedeckung war ein taubengrauer Stürmer üblich. 
Fehrmann studierte Rechts- und Staatswissenschaften in Münster und Heidelberg. Er war Mitglied der nicht schlagenden und nicht-farbentragenden katholischen Studentenverbindungen Tuiskonia-Münster und Palatia Heidelberg im  KV. Er promovierte am 26. Oktober 1913 an der Universität Heidelberg.
Aus seiner Ehe mit Emilie Bäumer gingen vier Kinder hervor: Milly, Margund, Friedrich und Wilderich Fehrmann.
Als Gerichtsreferendar war er Einjährig-Freiwilliger im Kaiser-Franz-Garde-Grenadier-Regiment Nr. 2 in Berlin. 1913 wurde er zum Leutnant der Reserve ernannt. Die große Staatsprüfung legte er am 1. August 1914 vor der Preußischen Justiz-Prüfungs-Commission in Berlin ab. Am 10. August 1914 zog er als Kompanieführer mit seinem Regiment in den Ersten Weltkrieg.
Infolge der Demobilmachung wurde er am 18. Februar 1919 als Oberleutnant der Reserve aus dem Heeresdienst entlassen.
Am 31. Dezember 1919 wurde er zur unentgeltlichen Beschäftigung dem Amtsgericht Münster überwiesen. Seit 18. Oktober war er probeweise als Justitiar bei der Regierung Münster tätig.
Der am 5. Oktober 1914 zum Gerichtsassessor ernannte wurde am 16. April 1920 zum Regierungsassessor ernannt.
Mit der Verwaltung des Landratsamtes in Meppen/Ems wurde er vorläufig am 13. April 1923, endgültig am 16. Oktober 1923 betraut.
1927, 1929 und 1931 als befähigt zum Ministerialrat vorgeschlagen, wurde er dennoch am 5. Mai 1933 in den einstweiligen Ruhestand geschickt. Seine Dienstwohnung in Meppen auf der Bahnhofstraße musste er verlassen. Mit seiner Familie verzog er nach Münster/Westfalen.
Am 25. Mai 1933 erfolgte eine außerplanmäßige Anstellung bei der Regierung Münster und er wurde am 28. Januar 1935 zum Regierungsrat ernannt, ein Amt, das er 1920 erstmals bekleidete. Erst im Dezember 1939 erfolgte die Ernennung zum Oberregierungsrat.
Fehrmann wurde 1939 zum Oberpräsidium für die Provinz Westfalen und das Land Lippe abgeordnet und zum Leiter des Landesernährungsamtes, Abt. B für die Provinz Westfalen und das Land Lippe, ernannt. Nach Kriegsende war er Direktor des Oberversicherungsamtes und des Versorgungsgerichts der Regierung Münster und Vorsitzender des Berufungsausschusses für die Kassenzulassung der Ärzte und Zahnärzte. 1950 folgte die Ernennung zum Regierungsdirektor. Aufgrund zweier Beschlüsse des nordrhein-westfälischen Landeskabinetts wurde seine Dienstzeit bis zum 1. Juli 1952 verlängert.
Der nordrhein-westfälische Innenminister Franz Meyers heftete ihm das von Bundespräsident Theodor Heuß verliehene Bundesverdienstkreuz I. Klasse am 28. November 1953 an.
Von seinem Freund Bernhard Kötting mit der Krankensalbung versehen, starb er am 9. Oktober 1965, umgeben von seinen Kindern in seiner Wohnung in Münster. Seine letzte Ruhestätte fand er im Familiengrab auf dem Zentralfriedhof an der Seite seiner Ehefrau.

## Wirken
Der junge Landrat, dessen Ernennungsurkunde von dem preußischen Innenminister Carl Severing unterschrieben war (der preußische Landrat blieb ja Staatsbeamter), fand einen ärmlichen und zurückgebliebenen Kreis vor. Sein Hauptaugenmerk richtete er auf die Verbesserung der Infrastruktur. Soweit er dafür keine Zuständigkeit hatte, konnte er die erforderlichen Maßnahmen wenn nicht initiieren, so doch unterstützen. Als erstes wurde dem Verkehrsinfrastrukturverband durch Anlegung, Ausbau und Verlängerung von Straßen, zum Teil unter Inanspruchnahme von Hand- und Spanndiensten sowie Notstandsarbeiten, zugearbeitet. Die Elektrifizierung war ein weiteres wichtiges Ziel. Über 60 der Gemeinden waren noch nicht an das elektrische Netz angeschlossen. Fehrmann förderte das Berufsschulwesen und gründete in Meppen eine der ersten Kreisberufsschulen in Meppen. Die Schaffung gesunder Wohnungen und die Bekämpfung der weit verbreiteten Tuberkulose (Verbot der Schlafschränke, Alkoven) war ein weiterer Schwerpunkt seiner Arbeit. Das Schienennetz der Meppen-Haselünner Eisenbahn wurde verlängert und der Dortmund-Ems-Kanal zur Erleichterung der Schifffahrt ausgebaggert. Das Siedlungswesen hatte in ihm einen großen Freund (Kreissiedlung Rühle).
Die unter seiner Ägide betriebene Sanierung des Kreises Meppen fand später ihre Fortsetzung und Vollendung in der Durchführung des so genannten Emslandplans.
1950 hielt der Kreistag von Meppen zu Ehren seines ehemaligen Vorsitzenden eine Sondersitzung ab, in der Landrat Kerckhoff sein erfolgreiches Wirken für den Kreis und seine Einwohner, seine objektive, unparteiische Amtsführung sowie seine soziale Einstellung würdigte und ihm ein Ölgemälde von Neuhaus (Kirche von Bokeloh) mit folgender Widmung überreichte.
IN DANKBARKEIT gedenkt der Kreistag des Landkreises Meppen der großen Verdienste des Herrn Regierungsdirektors Dr. Fehrmann, die er als Landrat des Landkreises Meppen von 1923 bis 1933 um den Landkreis Meppen erworben hat.
Meppen, den 13. Juni 1950
Landrat        Oberkreisdirektor        Kreistagsmitglieder
Sein Lebenswerk ist gekennzeichnet von Verantwortungsbewusstsein, Zuverlässigkeit und Fürsorge.

## Veröffentlichung
- Der Anspruch auf Verlegung einer Grunddienstbarkeit (§ 1023 BGB), Verlag der Theissingschen Buchhandlung, Münster 1913, Dissertation.